# شليل السفلي (شليل)
شلیل السفلی (بالفارسية: شلیل سفلی) هي قرية تقع في إيران في قسم شلیل الريفي. يقدر عدد سكانها بـ 421 نسمة بحسب إحصاء 2016.